# Mathewsoconcha belli
Mathewsoconcha belli är en snäckart som beskrevs av Preston 1913. Mathewsoconcha belli ingår i släktet Mathewsoconcha och familjen Helicarionidae. IUCN kategoriserar arten globalt som starkt hotad. Inga underarter finns listade i Catalogue of Life.